# Redworth
Redworth – wieś w Anglii, w hrabstwie ceremonialnym Durham, w dystrykcie (unitary authority) Darlington.